# Rhyssoplax exasperata
Rhyssoplax exasperata är en blötdjursart som beskrevs av Tom Iredale 1914. Rhyssoplax exasperata ingår i släktet Rhyssoplax och familjen Chitonidae. Inga underarter finns listade i Catalogue of Life.